# سد ششی
سد ششی (به لاتین: Shashe Dam) یک سد در بوتسوانا است که در ناحیه شمال شرقی (بوتسوانا) واقع شده‌است.